# Saint-Nectaire, Puy-de-Dôme
Saint-Nectaire là một xã trong tỉnh Puy-de-Dôme, thuộc vùng hành chính Auvergne-Rhône-Alpes của nước Pháp, có dân số là 675 người (thời điểm 1999). Xã nổi tiếng vì có nguồn nước nóng tự nhiên.

## Nhân khẩu học
| 1962 | 1968 | 1975 | 1982 | 1990 | 1999 |
| ---- | ---- | ---- | ---- | ---- | ---- |
| 832  | 783  | 678  | 645  | 664  | 675  |